# Cryptocephalus connexus
Cryptocephalus connexus là một loài bọ cánh cứng trong họ Chrysomelidae. Loài này được G. A. Olivier miêu tả khoa học năm 1807.